# グリーン・バーディマン・ブラック

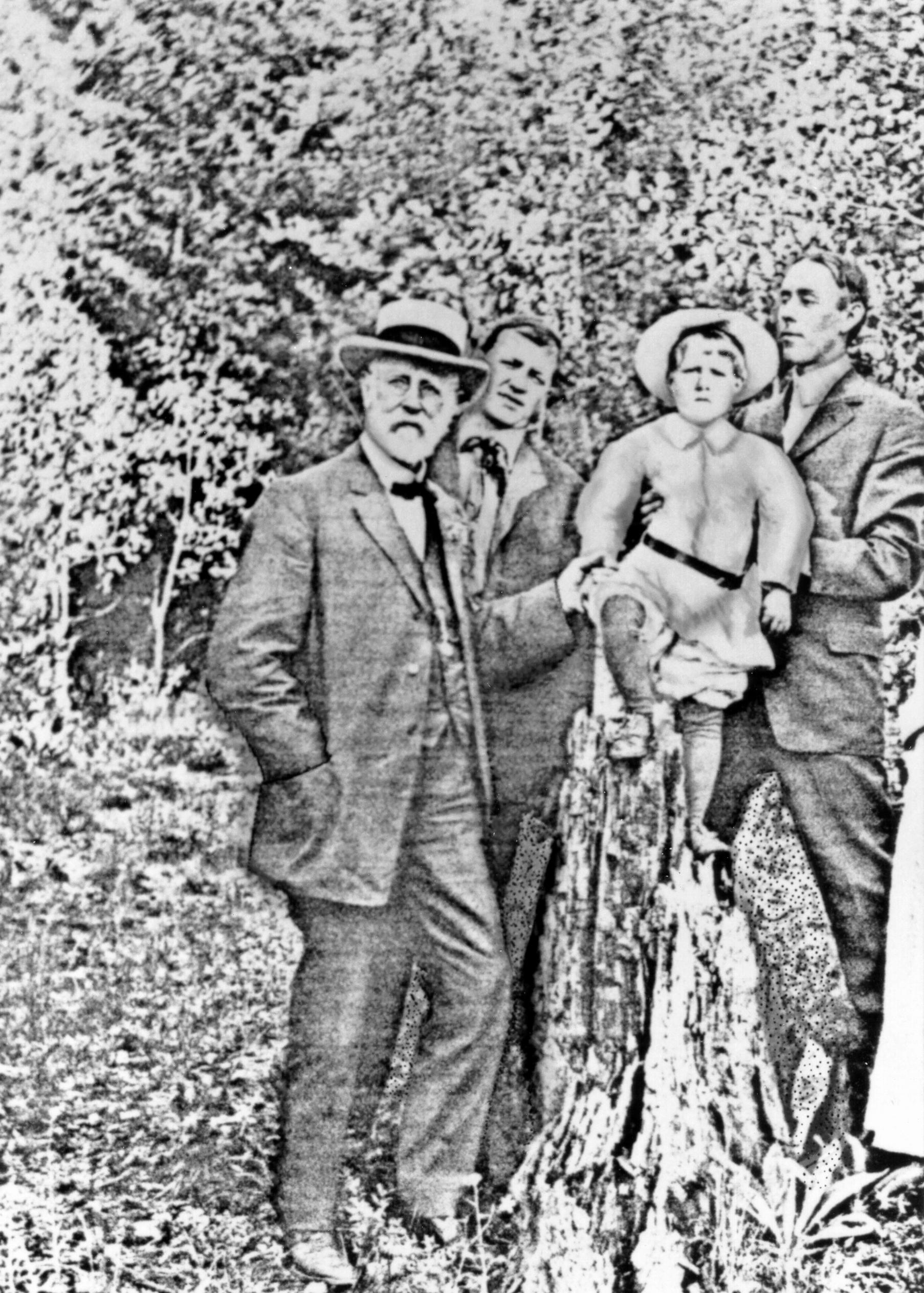
"コロラド褐色斑"の研究にいそしむG.V.ブラック

グリーン・バーディマン・ブラック（Greene Vardiman Black、1836年8月3日 - 1915年8月31日）はアメリカの歯科医師。現代歯学創設者の一人。

## 人物・功績
1836年イリノイ州のウィンチェスターにて父ウィリアム 母メアリー・ブラックの子として誕生。人生の早期は農場にて過ごし、自然界へ興味を持つようになった。17歳までに兄トマス・G・ブラックのもとで医学を学び始めた。1857年J. C. シュペールと出会い、歯科臨床を学んだ。南北戦争に偵察隊として参加した後、イリノイ州のジャクソンビルに転居する。それが、歯学の発展におけるブラックの経歴と研究の始まりであった。「現代歯科医学の父」と呼ばれている。
歯科用アマルガムの最適な配合や歯のフッ素症の原因といった、歯科における重要な課題をブラックは研究した。ブラックの発明の一つに足踏み式歯科用ドリル (工具)がある。また無痛抜歯のためにはじめて笑気を利用した。さらに歯科充填のための歯の形成の最適な方法を概説した窩洞形成の原則でも知られている。なお、ブラックの提案した予防拡大という言葉は歯科界では今でも有名である。これは現存のう蝕より広範囲の溝や窩を含む窩洞を形成することによって、それらの溝や窩が将来う蝕になることを予防すべきだというものである。
さらに、彼はう蝕のさまざまな種類を5つの分類に体系づけた。これは現在でも、ただ1つの分類が付け加えられたのみで（方法論の変更は無く）現在も利用されている。
I級後方歯の咬合面・頬側面・舌側面における小窩・裂溝のう蝕。また前歯舌側のう蝕。
II級大臼歯あるいは小臼歯の隣接面う蝕。
III級中切歯・側切歯・犬歯の隣接面う蝕。
IV級前歯の切縁を含む隣接面う蝕。
V級前歯あるいは後方歯の唇側・頬側・舌側面における歯肉側1/3に存在するう蝕。
VI級大臼歯･小臼歯･犬歯の咬頭頂におけるう蝕。
1896年、学生に対して「諸君の時代には、治療することよりもおそらくは予防医学の時代が来るであろう。齲蝕の病因学と病理学を十分研究した時には、系統的な薬物の効用によって齲蝕症を退治することができるようになるであろう」と予言していたという。
また、斑状歯の原因がフッ化物であることの発見、足踏み式ドリルの開発、世界初の亜酸化窒素を利用した麻酔下での抜歯をといった現代歯科の基本を作り上げた業績も知られている。
G.V.ブラックはノースウェスタン大学歯学部の初代学部長でもある。そこには、2001年の同大学歯学部閉鎖まで彼のポートレイトが飾られていた。彼の彫像は、シカゴのリンカーン広場にある。1995年、彼はピエール・フォシャール・アカデミーに、現代歯学の父として奉られた
。

## 略歴
- 1836年 イリノイ州ウィンチェスターに生まれる。
- 1857年 21歳のときウィンチェスターで開業する。
- 1883年 シカゴ歯科医学校の病理学の教授に就任する。
- 1891年 ノースウエスタン歯科医学校の歯科手術学と歯科病理学の教授に就任する。
- 1895年 予防拡大原則に従ったブラックの窩洞分類を考案する。
- 1897年 歯学部長に就任する。
- 1915年 死去